# Arnschwang
Arnschwang ist eine Gemeinde im Oberpfälzer Landkreis Cham. Die Region um Arnschwang ist Teil des Naturparks Oberer Bayerischer Wald. In den letzten Jahren hat sich die Gemeinde zu einem Schwerpunkt der Erzeugung umweltfreundlicher Energie aus Biomasse und Wasser weiterentwickelt.

## Geografie

### Geografische Lage
Der Ort liegt am Übergang des Bayerischen Waldes in den Böhmerwald etwa zwölf Kilometer nordöstlich der Kreisstadt Cham im Tal des Flusses Chamb.

### Nachbargemeinden
Die Nachbargemeinden (im Uhrzeigersinn) sind: Furth im Wald, Rimbach, Bad Kötzting, Chamerau, Weiding.
| Furth im Wald 4 km | Furth im Wald 4 km                          | Furth im Wald 4 km |
| Weiding 5 km       | Kompassrose, die auf Nachbargemeinden zeigt | Furth im Wald 4 km |
| Chamerau 10 km     | Bad Kötzting 12 km                          | Rimbach 7 km       |

### Gemeindegliederung
Es gibt 24 Gemeindeteile (in Klammern ist der Siedlungstyp angegeben):
- Arnschwang (Pfarrdorf)
- Berghäusl (Einöde)
- Blumhof (Einöde)
- Dürnberg (Einöde)
- Eichmühle (Einöde)
- Elst (Einöde)
- Enklarn (Einöde)
- Faustendorf (Dorf)
- Grasfilzing (Dorf)
- Herrenwies (Einöde)
- Holzhof (Weiler)
- Kalkofen (Dorf)
- Kellerweg (Weiler)
- Kuglhof (Einöde)
- Lederhof (Weiler)
- Lindhof (Einöde)
- Mühlberg (Einöde)
- Nößwartling (Dorf)
- Rumplmühle (Weiler)
- Tradthaus (Einöde)
- Tretting (Dorf)
- Warmleiten (Einöden)
- Weihermühle (Einöde)
- Zenching (Kirchdorf)

Auf Gemeindegebiet existieren die Gemarkungen: Arnschwang, Nößwartling und Zenching. Nur jeweils der Gemarkungsteil 0 der Gemarkungen Nößwartling und Zenching liegt auf dem Gebiet der Gemeinde Arnschwang. Der Gemarkungsteil 1 von Zenching liegt in der Gemeinde Rimbach, der Gemarkungsteil 1 von Nößwartling liegt in der Gemeinde Weiding.

## Geschichte

### Frühgeschichte
Als früheste Bewohner der Gegend um Arnschwang hinterließen die Kelten im ersten Jahrhundert vor Christus sichtbare Spuren. Im so genannten Burgholz in Richtung Zenching befindet sich eine noch gut erhaltene keltische Viereckschanze, die wahrscheinlich neben kultischen Zwecken auch als zentraler Versammlungs- oder Gerichtsort für die Dorfgemeinschaften im Umfeld gedient haben dürfte.
Aus der Sprache dieser ersten nachweisbaren Bewohner kann – wie auch der Fluss Chamb – die Ortschaft Arnschwang seinen Namen herleiten: „wang“ bedeutete darin ebenes Feld, Wiese. Dieser Endung vorangestellt ist der Personenname „Aruni“. Viehweiden im nahen Chambtal gaben also Arnschwang seinen Namen.
Aus dem „Weideland des Aruni“, „Aruni-wang“ wurde „Arinswanch“, im Laufe des 14. Jahrhunderts dann Ornswanch und schließlich „Arnschwang“.

### Entstehung der Pfarrei
Bereits wenige Jahrzehnte nach der Entstehung des Klosters in Chammünster könnte im Jahr 795 auch in Arnschwang eine Kirche gegründet worden sein. Die außergewöhnliche Größe des Pfarrsprengels und das für die Oberpfalz seltene Martins-Patrozinium der Pfarrkirche sind Indizien für ein solches frühes Gründungsdatum. Die Pfarrei wäre damit die älteste Tochter der Urkirche Chammünster.
Aus der Arnschwanger Pfarrei wurde 1585 die Stadt Furth im Wald und 1697 Dalking abgetrennt.

### Schloss und Ortschaft im Mittelalter
Die urkundliche Ersterwähnung Arnschwangs erfolgte im Jahr 1173. Damals nannte sich ein hier eingesetzter Dienstmann des Chamer Markgrafen nach dem Ort.

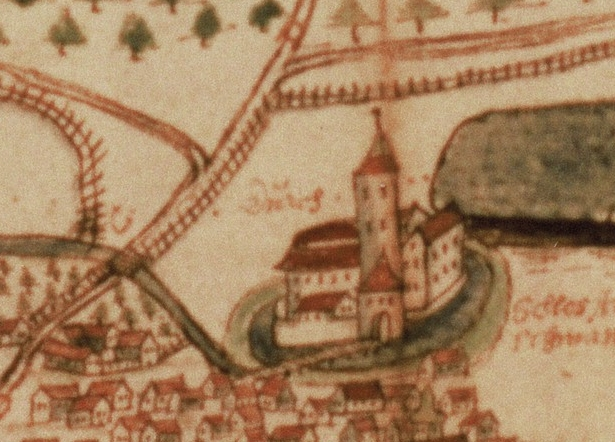
Wasserveste Arnschwang 1607

 In dieser Zeit entstanden die noch heute im Dorfgefüge gut erkennbaren zwei Siedlungspole: Die Kirche mit einer beeindruckenden Befestigungsanlage am höchsten Punkt des alten Dorfes, und das unten am Chamb liegende Wasserschloss mit Wirtschaftshof und Mühle.
Nach dem Geschlecht der „Arnschwanger“ folgten im 14. Jahrhundert die Familie der Kälbl, später die Püdensdorfer und die Sattelbogener.
Ab 1426 wurde die Gegend mehrere Male durch einfallende Hussiten überfallen und gebrandschatzt. Als Kaiser Heinrich 1431 mit einem großen Heer in Böhmen geschlagen wurde, konnte allein der Arnschwanger Ritter Erasmus Sattelbogen seine Streitmacht wieder heimbringen. An dieses Ereignis während der Hussitenkriege knüpft das Volksstück an, das alljährlich am Further Drachenstich aufgeführt wird.
1489 lehnte sich der Arnschwanger Schlossherr Sigmund von Sattelbogen mit mehreren anderen Rittern im sogenannten „Löwlerkrieg“ gegen den baierischen Herzog auf. Arnschwang wurde daraufhin geplündert und das Schloss zerstört.
Zwischen 1527 und 1612 war die Hofmark Arnschwang im Besitz der fränkischen Familie Fuchs von Wallburg.

Im Dreißigjährigen Krieg überfielen und plünderten schwedische Truppen das Dorf zweimal. Nach dem ersten Einfall im Jahr 1633 kam wenige Wochen später die Pest über Arnschwang und forderte mehr als 280 Todesopfer. In ihrer Not legten die Arnschwanger damals das Gelübde ab, jedes Jahr zur Mutter Gottes nach Weißenregen bei Kötzting zu pilgern. Diese Tradition hat sich bis in die heutige Zeit erhalten.

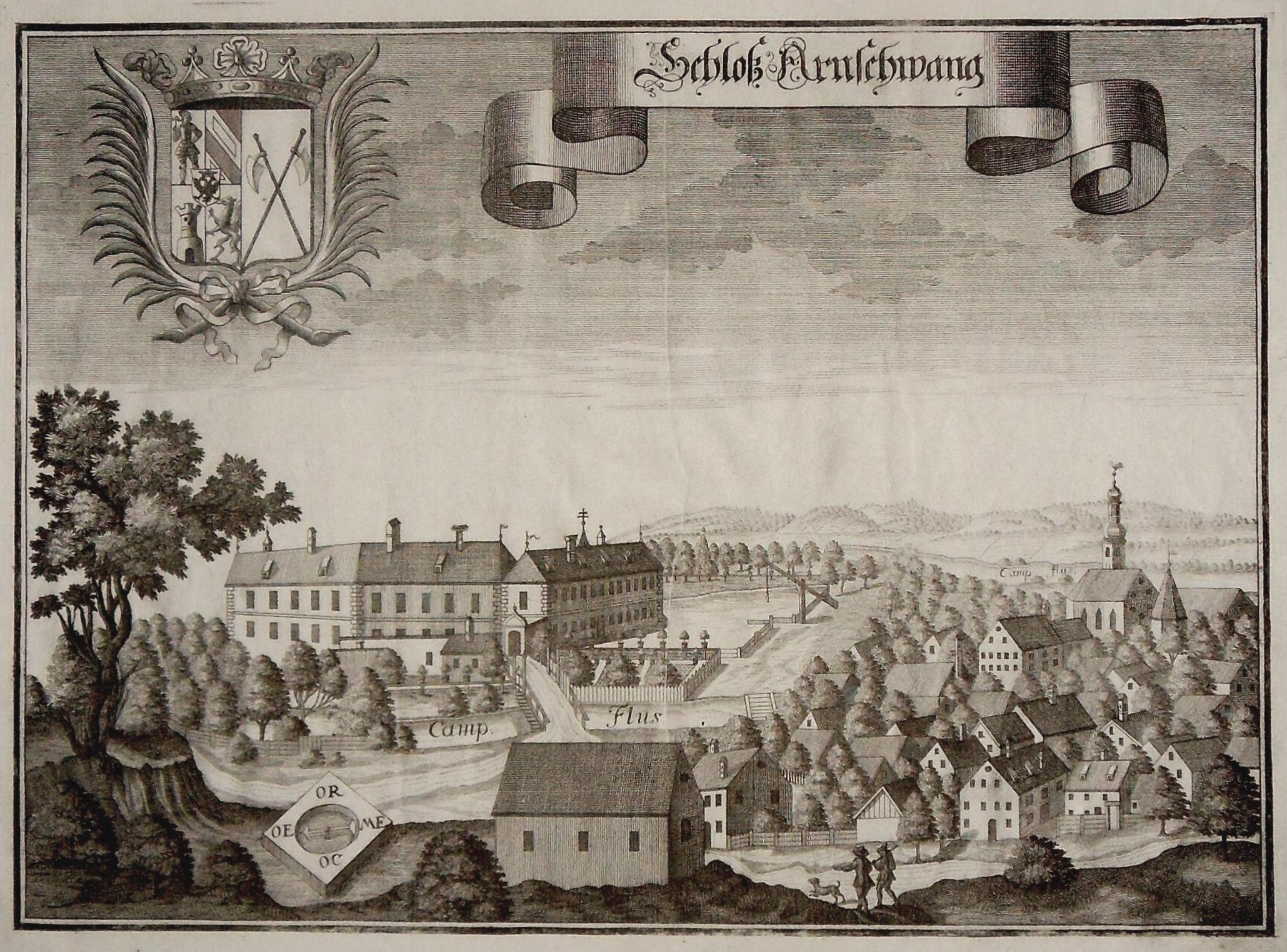
Wasserschloss Arnschwang um 1700

### Die Hofmark in der frühen Neuzeit
1722 übernahm Alois Bonaventura, Graf von Kreuth die Hofmark Arnschwang. In dieser Zeit entstand die heute noch in der Pfarrkirche zu bewundernde herrschaftliche Empore über der Sakristei.
1801 erwarb Freiherr von Völderndorff das Gut Arnschwang. Er begann hier eine Zuckerfabrik aufzubauen, versuchte sich mit der Herstellung von Glas und schließlich mit dem Sieden von Essig.
1826 übernahm der bayerische Staat das Gut und verkaufte die Besitzungen anschließend an verschiedene Privatleute. Das 1821 errichtete Völderndorff'sche Patrimonialgericht I. Klasse wurde in der Folge aufgelöst.

### Dorfbrand 1858
Am Michaelitag (29. September) des Jahres 1858 wurde fast das gesamte Dorf durch einen gewaltigen Brand zerstört. Das Schulhaus, der Pfarrhof und 41 Wohnhäuser mit 142 Wirtschaftsgebäuden brannten ab, 240 Menschen wurden dabei obdachlos. Mit Hilfe einer landesweiten Sammlung wurde das Dorf wieder aufgebaut.

### Die moderne Gemeinde
Die 1818 durch das bayerische Zweite Gemeindeedikt begründete Gemeinde umfasste die Orte 
- Arnschwang
- Dürnberg
- Eichmühle
- Enklarn
- Faustendorf
- Kellerweg
- Warmleiten

Im Zuge der Gemeindegebietsreform wurden am 1. Juli 1972 die größten Teile der Gemeinden Zenching und Nößwartling nach Arnschwang eingegliedert. Nach erbittertem Widerstand der Arnschwanger Bürger wurde die 1978 verfügte Zugehörigkeit der Gemeinde zur Verwaltungsgemeinschaft Weiding nach über sieben Jahren wieder zurückgenommen. Seit 1. Januar 1986 ist Arnschwang eine Einheitsgemeinde mit eigener Verwaltung. Im Jahr 2011 wurde Arnschwang von der Jury von „Unser Dorf soll schöner werden – Unser Dorf hat Zukunft“ zum schönsten Dorf der Oberpfalz ernannt.

### Einwohnerentwicklung
1871 hatte Arnschwang 835 Einwohner, 1925 1038 Einwohner und 1950 dann 1392 Einwohner. Zwischen 1988 und 2018 wuchs die Gemeinde von 1795 auf 2009 um 214 Einwohner bzw. um 11,9 %.

## Wappen

Hissflagge
Bannerflagge

| | Blasonierung: „In Blau aus einem gesenkten silbernen Wellenbalken wachsend den golden nimbierten heiligen Martin mit rotem Gewand und silbernem Mantel, der mit dem blauen Schwert den Mantel zerteilt, oben links beseitet von einem von Gold, Rot und Silber geteilten Schildchen.“ |
| Wappenbegründung: Die Gemeinde liegt am Chamb (Wellenbalken) in der Further Senke und besitzt eine sehr alte Martinskirche. In den Mittelpunkt des Wappens wurde daher der Kirchenpatron St. Martin gestellt. Sein Schwert soll dabei auch symbolische Bedeutung haben, da das Gemeindegebiet oft durch Kriegsereignisse in Mitleidenschaft gezogen wurde. Besonders in den Hussitenkriegen (1419–1433) hatte das Dorf viel zu leiden. Der damalige Inhaber der Hofmark Arnschwang, Erasmus Sattelboger, hat sich durch seinen heldenhaften Kampf gegen die Hussiten einen Namen gemacht. Das Stammwappen der im 15. Jahrhundert ausgestorbenen Sattelboger (geteilt von Gold, Rot, Silber) fand daher ebenfalls im Wappen Aufnahme. Die Zugehörigkeit zum Territorium der Wittelsbacher wird durch die Tingierung Silber und Blau unterstrichen. Das Wappen wurde am 19. April 1984 durch die Regierung der Oberpfalz genehmigt. | |

## Verkehr

### Straße
Durch das Gemeindegebiet verläuft die Trasse der Bundesstraße 20, die von Cham nach Furth im Wald und weiter an die deutsch-tschechische Grenze führt.

### Eisenbahn
Arnschwang besitzt einen Bahnhof an der Bahnstrecke Cham-Furth im Wald. Er wird in beiden Richtungen jeweils nahezu stündlich von RegionalBahnen der Oberpfalzbahn bedient.

### Flugverkehr
Etwa 3 km westlich von Arnschwang befindet sich das Ultraleichtfluggelände Arnschwang.

## Sehenswürdigkeiten

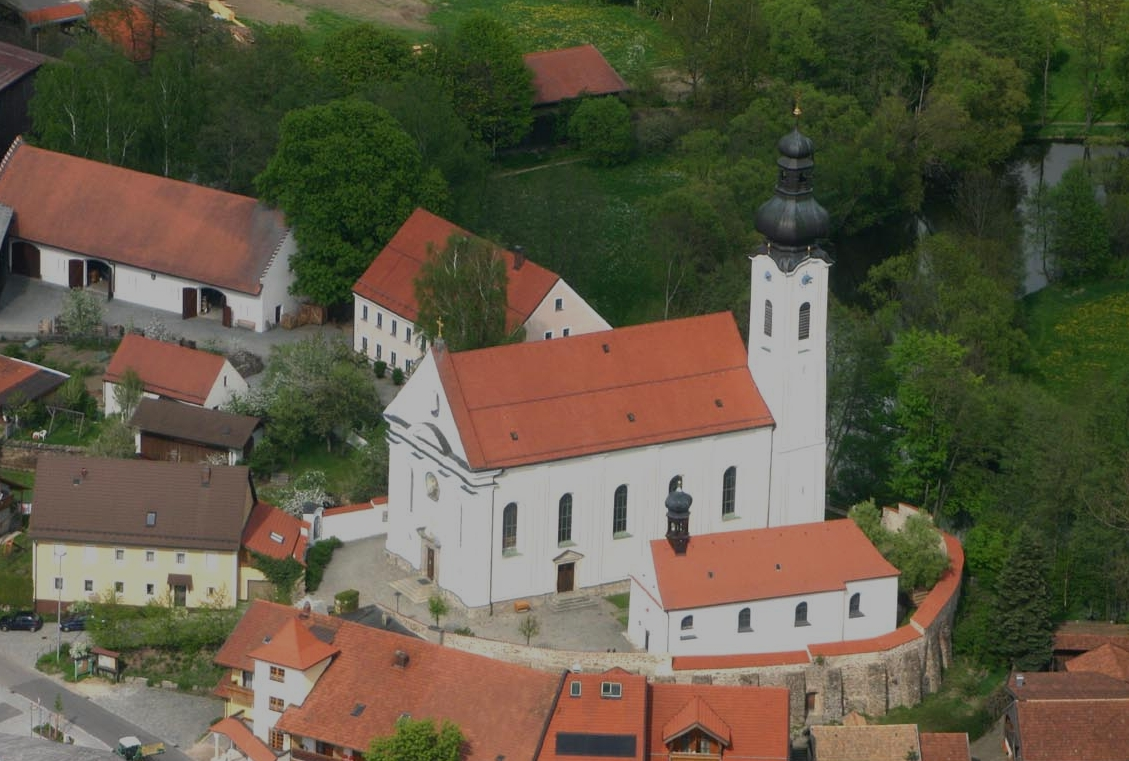
Pfarrkirche St. Martin

### Kirchen

#### Pfarrkirche St. Martin
Das Ortsbild von Arnschwang wird geprägt durch die barocke Pfarrkirche St. Martin. Der Chor in seinen Außenmauern wie auch der Unterbau des Turmes sind gotischen Ursprungs. 1723 neu erbaut. 1899 wurde das Langhaus erhöht, erweitert und um zwei Joche verlängert.

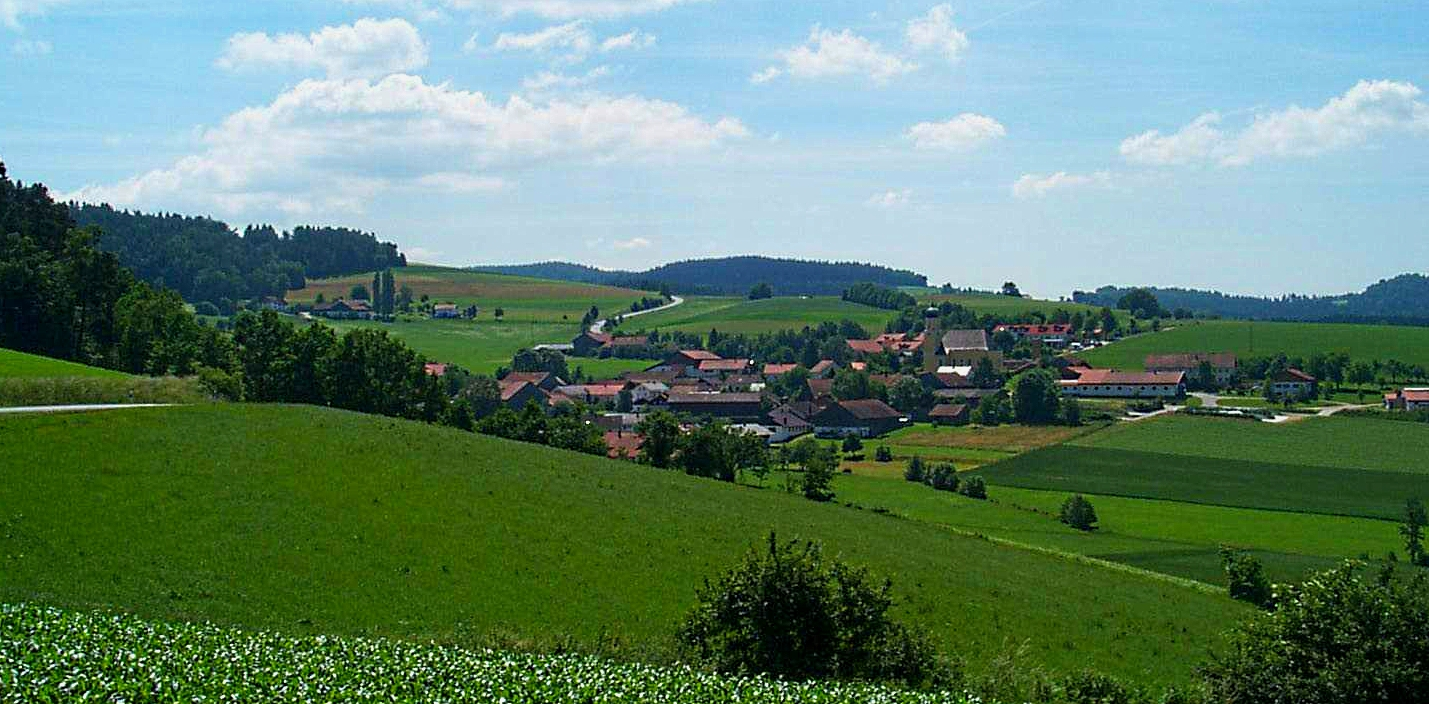
Zenching mit Kirche St. Ägidius

#### Kirche St. Ägidius
Im Gemeindeteil Zenching befindet sich die Expositur St. Ägidius aus dem 18. Jahrhundert. 1730 Neubau der Kirche unter Verwendung vorhandener Mauerteile. 1845 Erweiterung durch zwei Seitenkapellen. 1939 Abbruch des Langhauses und Neubau des Kirchenschiffes.

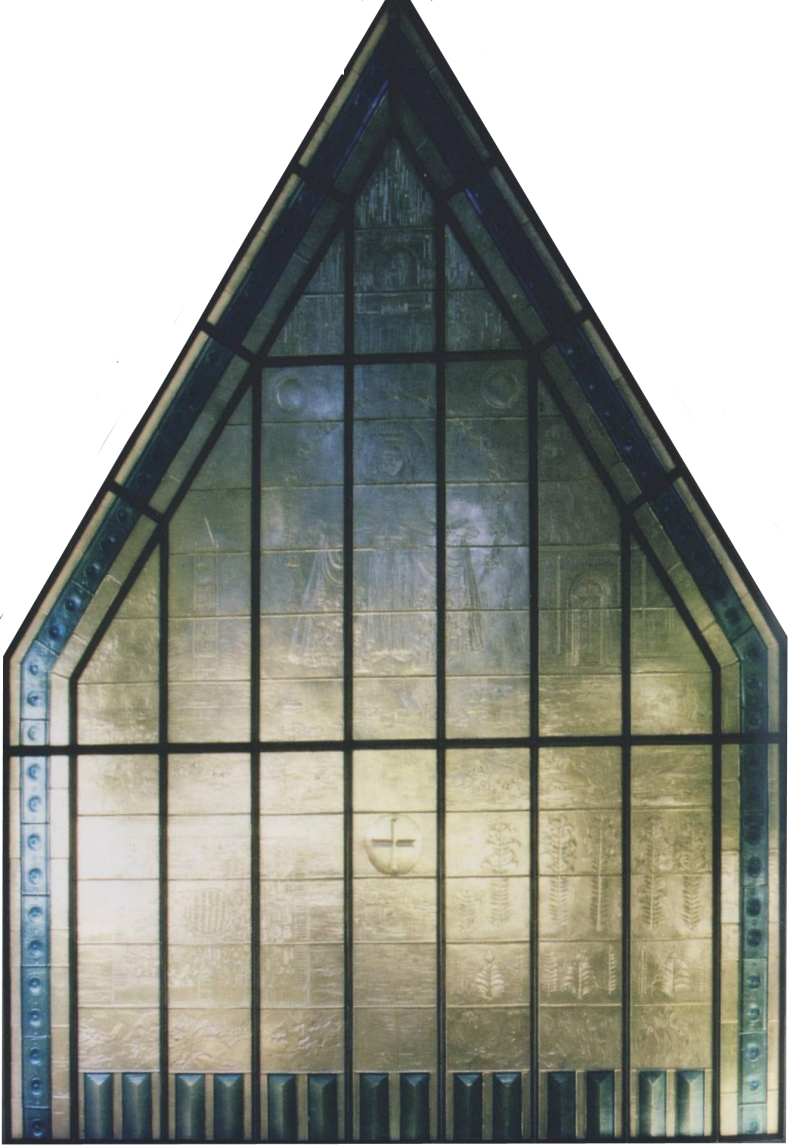
Patrona Bavariae

#### Totentanz
In der Seelenkapelle in Zenching befindet sich die einzige Totentanz-Darstellung in der östlichen Oberpfalz. Hier ist der Tod in acht Bildern dargestellt. Sie wurde um 1760 wahrscheinlich vom Maler Martin Josef Hueber von Kötzting und im Jahr 1910 durch den Kunstmaler Schmalzl aus Falkenstein erneuert und dabei in Form und Stil modernisiert.

#### Patrona Bavariae aus Glas
An der Gläsernen Giebelseite der Kapelle in Tretting erkennt man die Darstellung der Patrona Bavariae als Schutzmantelheilige. Geschaffen wurde sie im Jahr 2002 durch den Glaskünstler Bernhard Schagemann in der Technik der „verlorenen Formen“. Die Kapelle verfügt über eine moderne Innenausstattung und einem Kreuzweg mit 14 Reliefplatten aus unglasierter Keramik von der Bildhauerin Veronika Schagemann aus demselben Jahr.

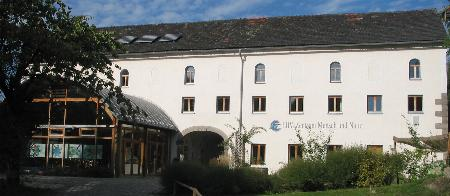
LBV-Zentrum Mensch und Natur in Arnschwang

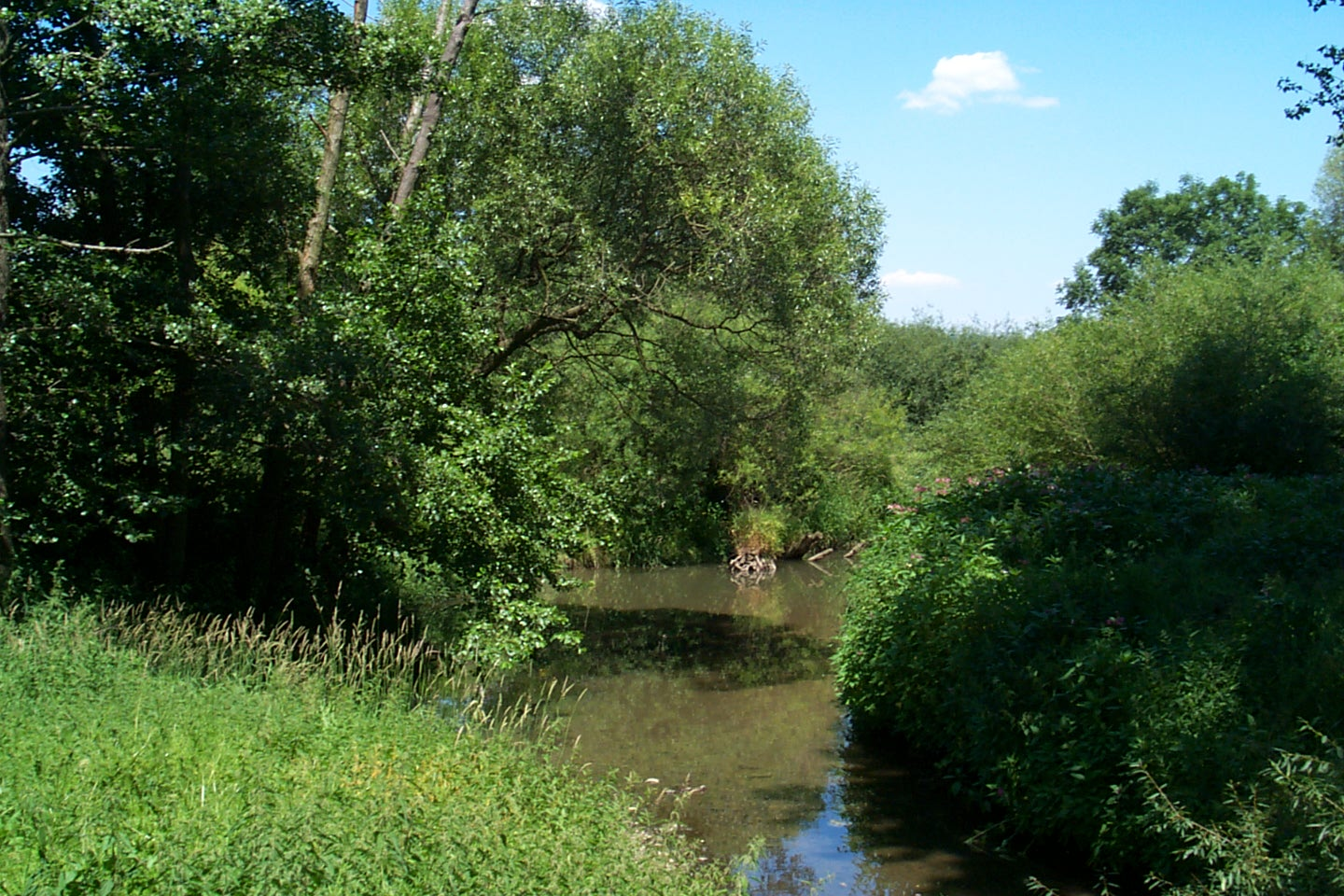
Drahtinsel beim LBV-Zentrum

### LBV-Zentrum Mensch und Natur
Im Gemeindeteil Nößwartling kann in der „Alten Mühle“ das LBV-Zentrum Mensch und Natur besucht werden. Die „Alte Mühle“ ist seit 1991 im Eigentum der Gemeinde Arnschwang. Die direkt an das LBV-Zentrum angrenzende Drahtinsel wurde im Jahr 1979 vom LBV angepachtet und durch die Anlage bzw. Optimierung von Biotopen als Lebensraum für seltene Flora und insbesondere Fauna erhalten und gestaltet.

### Bodendenkmäler
- In der Nähe des Ortsteils Zenching befindet sich eine keltische Viereckschanze aus vorchristlicher Zeit.
- Die sogenannten „Schwedenschanzen“ im Ponnholz sind frühmittelalterlich und wurden zum Schutz der alten Hochstraße zwischen Cham und Furth im Wald angelegt.
- Alte Bergwerksstollen zum Abbau von Kalk sind im Ortsteil Kalkofen noch im Gelände erkennbar.

### Unterirdische Gänge
In Arnschwang befanden sich zahlreiche Erdställe (unterirdische Gänge), sogenannte „Schrazellöcher“. 

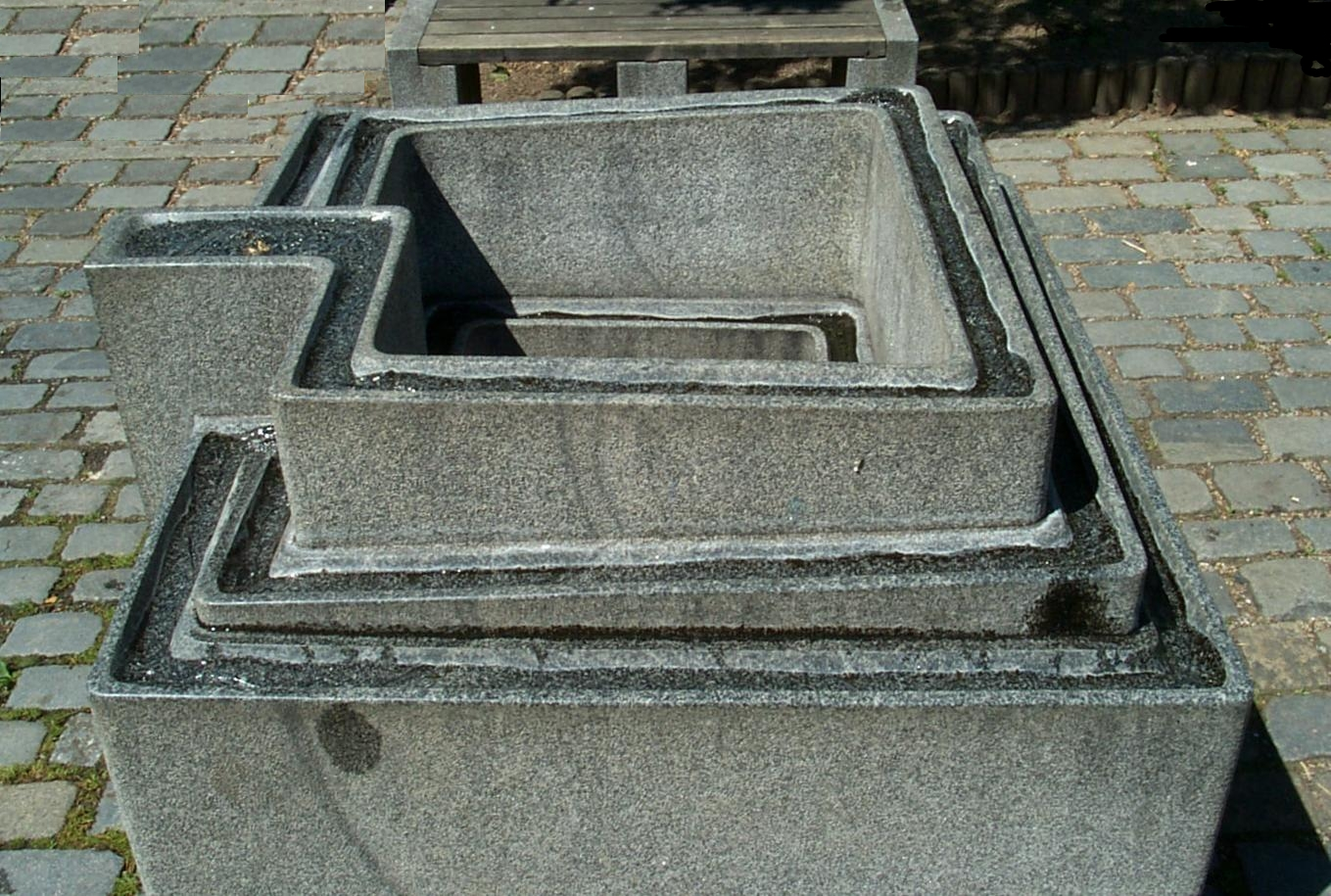
Labyrinthbrunnen von Toni Scheubeck

### Labyrinthbrunnen
Der Labyrinthbrunnen ist ein, anlässlich der 1200-Jahr-Feier vom einheimischen Bildhauer Toni Scheubeck im Jahr 1995 geschaffener Dorfbrunnen.
Die Wasserrinnen sind aus Fürstensteiner Granit geschliffen, wodurch sie heller wirken. Die übrigen Oberflächen sind schattiert. Quellort und Mündung des Wasserlaufes im Brunnen sind mit den Jahreszahlen 795 und 1995 markiert.

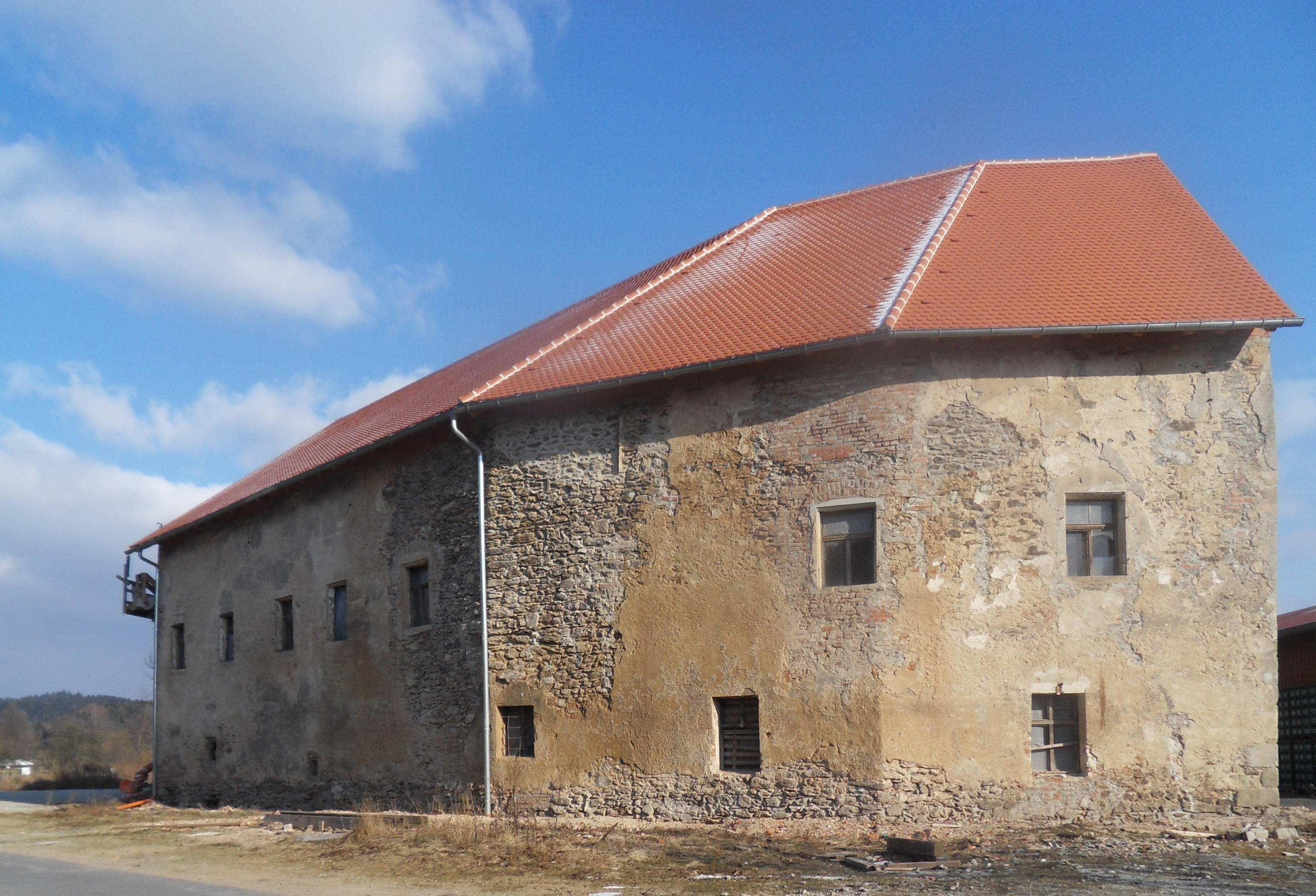
Wasserschloss Arnschwang 2012

### Wasserschloss
Das Wasserschloss von Arnschwang liegt zwischen zwei Armen des Flusses Chamb im östlichen Teil des Ortes. Es ist heute ein zweigeschossiger, langgestreckter Bau. An seiner Fassade befinden sich Reste von architektonischen Malereien als Fensterumrahmungen. Von der ursprünglich unregelmäßig dreiflügeligen Anlage ist nur noch der Westflügel sowie ein Teil des Ringgrabens erhalten. Das Erdgeschoss mit Teilen des Obergeschosses gehören noch zur Bausubstanz des 14/15. Jahrhunderts. In nachfolgenden Bauphasen sind zahlreiche Veränderungen am Gebäude vorgenommen worden. Anfang des 20. Jahrhunderts wurde ein Stockwerk abgetragen. Seit 2010 wird das Gebäude grundlegend saniert.

## Persönlichkeiten
- Franz Xaver Bauer (1859–nach 1918), Politiker
- Pia Mühlbauer (* 1953), Malerin und Grafikerin